# …And Then There Were Three…
…And Then There Were Three… är gruppen Genesis nionde studioalbum, utgivet 1978. Titeln syftar på att bandet nu var en trio, eftersom gitarristen Steve Hackett hade lämnat gruppen efter det föregående albumet.
Albumet blev deras första riktiga framgång i USA där det nådde en fjortondeplats på Billboardlistan och blev det första av gruppens album att sälja guld. På den brittiska albumlistan nådde det tredjeplatsen. Låtarna "Follow You Follow Me" och "Many Too Many" släpptes som singlar.

## Låtlista
Sida ett
1. "Down and Out" (Tony Banks, Phil Collins, Mike Rutherford) – 5:25
2. "Undertow" (Banks) – 4:47
3. "Ballad of Big" (Banks, Collins, Rutherford) – 4:47
4. "Snowbound" (Rutherford) – 4:30
5. "Burning Rope" (Banks) – 7:07

Sida två
1. "Deep in the Motherlode" (Rutherford) – 5:14
2. "Many Too Many" (Banks) – 3:30
3. "Scenes from a Night's Dream" (Banks, Collins) – 3:30
4. "Say It's Alright Joe" (Rutherford) – 4:18
5. "The Lady Lies" (Banks) – 6:05
6. "Follow You, Follow Me" (Banks, Collins, Rutherford) – 3:59

## Medverkande
- Phil Collins – sång, percussion, trummor
- Tony Banks – keyboard, sång
- Mike Rutherford – bas, gitarr